# Serranus tortugarum
Cá vược chalk (Danh pháp khoa học: Serranus tortugarum) là một loài cá vược (bass fish) trong họ Serranidae thuộc bộ cá vược Perciformes, sinh sống ở các rạn san hô nhỏ tại Caribe, sinh sống tại phía tây Đại Tây Dương. Chúng là có thể thay đổi giới tính tới 20 lần một ngày.

## Đặc điểm
Chúng dài khoảng 8 cm. Là loài cá sử dụng chiến lược sinh sản trao đổi trứng, chúng đẻ trứng vào trong hố, sau đó thay phiên chuyển đổi giới tính với bạn tình trong suốt quá trình sinh sản. Cá Chalk hiếm khi đẻ hai lứa trứng liên tục trước khi đổi giới tính với bạn tình. Điều này giúp duy trì sự hợp tác giữa chúng và giảm khả năng gian lận.
Cá Chalk có khả năng tạo ra giao tử đực và cái (tinh trùng và trứng) cùng một lúc, dù hiện tượng lưỡng tính đồng thời không chỉ xuất hiện ở cá Chalk, nhưng hiện tượng này vẫn rất hiếm bởi cá không tự thụ tinh, điều này có thể mang lại một lợi thế sinh sản cho loài cá này. Việc chuyển đổi giới tính cho phép chúng có cơ hội thụ tinh cho trứng của bạn tình. Điều này tạo cải thiện cơ hội truyền gene cho thế hệ sau của mỗi cá thể.
Có khoảng 2% cá lưỡng tính, trong đó, loài lưỡng tính đồng thời chỉ chiếm một phần rất nhỏ. Ngoài ra, rất nhiều loài cá lưỡng tính đồng thời khác sinh sống tại những vùng biển sâu và khó nghiên cứu Chalk rất gắn bó, Chúng gắn bó với bạn tình trong suốt sáu tháng, đến khi một trong hai cá thể tách khỏi quần thể xã hội